# ペブルス
ペブルス（Pebbles、本名：Perri Arlette Reid、1964年8月29日 - ）は、アメリカのR&B歌手、音楽プロデューサー。サンフランシスコ出身。

## 人物
1987年に23歳で歌手デビュー。デビュー曲「ガールフレンド」、及びアルバム『ペブルス』がアメリカ、日本を中心に大ヒットした。ビルボード総合5位、R&Bチャートでは1位を獲得。
音楽プロデューサーは当時まだ新進だったL.A.リード&ベイビーフェイスで、ペブルスは当時L.A.リードのガールフレンド（後に結婚）であった。
1990年以降、プロデューサー業に進出し、夫のL.A.リードと共に発掘、育成に努めたTLCが大ヒット。1990年代のアメリカ音楽界をリードするグループにまで成長させた。
なお、夫のL.A.リードは米レコード業界で大出世を果たし、ユニバーサルミュージック傘下のアイランド・デフ・ジャム・ミュージック・グループ、ソニーミュージック傘下のエピック・レコード会長を歴任している。

## ディスコグラフィ

### スタジオ・アルバム
- 『ペブルス』 - Pebbles (1987年、MCA)
- 『オールウェイズ』 - Always (1990年、MCA)
- 『ストレート・フロム・マイ・ハート』 - Straight from My Heart (1995年、MCA)
- Prophetic Flows Vol I & II (2008年、Angel Child) ※Sister Perri名義

### コンピレーション・アルバム
- Greatest Hits (2000年、Hip-O)

### シングル
- "Love/Hate" (1987年)
- 「ガールフレンド」 - "Girlfriend" (1987年)
- 「メルセデス・ボーイ」 - "Mercedes Boy" (1988年)
- 「テイク・ユア・タイム」 - "Take Your Time" (1988年)
- 「ドゥ・ミー・ライト」 - "Do Me Right" (1988年)
- 「ギヴィング・ユー・ザ・ベネフィット」 - "Giving You the Benefit" (1990年)
- 「ラヴ・メイクス・シングス・ハプン」 - "Love Makes Things Happen" (1990年) ※with ベイビーフェイス
- "Backyard" (1991年) ※with ソルト・ン・ペパ
- "Always" (1991年)
- 「アー・ユー・レディ?」 - "Are You Ready?" (1995年)
- "Let Freedom Reign" (2008年)
- "Healing Waters" (2008年)